# Glinska Poljana
Glinska Poljana falu Horvátországban, Sziszek-Monoszló megyében. Közigazgatásilag Petrinyához tartozik.

## Fekvése
Sziszek városától légvonalban 19, közúton 29 km-re délnyugatra, községközpontjától légvonalban 10, közúton 15 km-re délnyugatra a Báni végvidék középső részén, a 37-es számú főúttól északra, a Glina jobb partján fekszik.

## Története
Betelepülésének előzményeként a 17. század közepén a felszabadító harcokban a keresztény seregek kiűzték a térségből a törököt és a század végére a török határ az Una folyóhoz került vissza.A 17. század második felétől a Turopolje, a Szávamente, a Kulpamente vidékéről és a Banovina más részeiről horvát katolikus, majd a 18. században több hullámban Közép-Boszniából, főként a Kozara-hegység területéről és a Sana-medencéből pravoszláv szerb családok települtek le itt. Az újonnan érkezettek szabadságjogokat kaptak, de ennek fejében határőr szolgálattal tartoztak. El kellett látniuk a várak, őrhelyek őrzését és részt kellett venniük a hadjáratokban. 1696-ban a szábor a bánt tette meg a Kulpa és az Una közötti határvédő erők parancsnokává, melyet hosszas huzavona után 1704-ben a bécsi udvar is elfogadott. Ezzel létrejött a Báni végvidék (horvátul Banovina), mely katonai határőrvidék része lett. 1745-ben megalakult a Petrinya központú második báni ezred, melynek fennhatósága alá ez a vidék is tartozott. A település 1774-ben az első katonai felmérés térképén „Dorf Gliniani” néven szerepel.
A katonai határőrvidék megszűnése után Zágráb vármegye Petrinyai járásának része volt. 1857-ben 784, 1910-ben 743 lakosa volt. A 20. század első éveiben a kilátástalan gazdasági helyzet miatt sokan vándoroltak ki a tengerentúlra. 1918-ban az új szerb-horvát-szlovén állam, majd később Jugoszlávia része lett. A második világháború idején a Független Horvát Állam része volt. A háború után a béke időszaka köszöntött a településre. Enyhült a szegénység és sok ember talált munkát a közeli városokban. A délszláv háború előestéjén lakosságának 77%-a horvát, 21%-a szerb nemzetiségű volt. A falu 1991. június 25-én a független Horvátország része lett, de néhány hónap múltán elfoglalták a szerb erők és a Krajinai Szerb Köztársasághoz csatolták, melynek itt húzódott a határa. A falut 1995. augusztus 6-án a Vihar hadművelettel foglalta vissza a horvát hadsereg. 2011-ben 121 lakosa volt.

## Népesség
| Lakosság változása | Lakosság változása | Lakosság változása | Lakosság változása | Lakosság változása | Lakosság változása | Lakosság változása | Lakosság változása | Lakosság változása | Lakosság változása | Lakosság változása | Lakosság változása | Lakosság változása | Lakosság változása | Lakosság változása | Lakosság változása |
| ------------------ | ------------------ | ------------------ | ------------------ | ------------------ | ------------------ | ------------------ | ------------------ | ------------------ | ------------------ | ------------------ | ------------------ | ------------------ | ------------------ | ------------------ | ------------------ |
| 1857               | 1869               | 1880               | 1890               | 1900               | 1910               | 1921               | 1931               | 1948               | 1953               | 1961               | 1971               | 1981               | 1991               | 2001               | 2011               |
| 784                | 653                | 578                | 716                | 745                | 743                | 733                | 690                | 665                | 622                | 576                | 498                | 401                | 361                | 172                | 121                |

## Nevezetességei
Urunk mennybemenetele tiszteletére szentelt pravoszláv parochiális temploma 1802-ben épült. A II. világháború idején katolikus templommá alakították át. Ekkor semmisült meg a templom levéltára és egyházi könyvei. A háború után visszavette a pravoszláv egyház. 1991-ben felújították. 1991. október 9-én a horvát egységek aláaknázták és földig rombolták.